# Volkswagen Amarok
La Volkswagen Amarok es una camioneta pick-up de tamaño mediano fabricada por Volkswagen. Posee un motor delantero longitudinal y tracción trasera, o tracción en las cuatro ruedas 4Motion. La Amarok es producida en Latinoamérica en la planta de General Pacheco, Argentina, desde donde se abastece a los mercados de Sudamérica, y se abastecía México, Costa Rica, Panamá, Oceanía, Sudáfrica y Rusia. Desde junio de 2018 hasta 2020, en la planta de Quito, Ecuador, se abastecía a los mercados de Ecuador, Guatemala,  Honduras y El Salvador. Desde septiembre de 2010 los modelos que se comercializaban en Europa y en otros mercados de pequeño volumen salían de la planta de Hannover, Alemania. Tras su lanzamiento en Argentina, la Amarok fue el vehículo de apoyo clave en el Rally Dakar 2010 con 45 vehículos participantes. El roquero alemán Rudolf Schenker, fundador de los Scorpions es partidario de la Amarok y condujo una durante el Rally Dakar 2010.

## Características
Los diferentes niveles de acabado son denominados Startline, Trendline, Highline y Highline Pack . El Amarok Trendline incluye aire acondicionado, radio CD y control de crucero, por su parte, el Highline incorpora paragolpes del color de la carrocería, climatizador automático, tapizado de cuero, y llantas de aleación de 18". Es fabricado en Argentina y tiene a Sudamérica como gran mercado, llegando a Europa en el verano del 2010. En 2012 salió al mercado una versión de Amarok con cabina simple. El precio para Europa comienza en los 26.203 €.

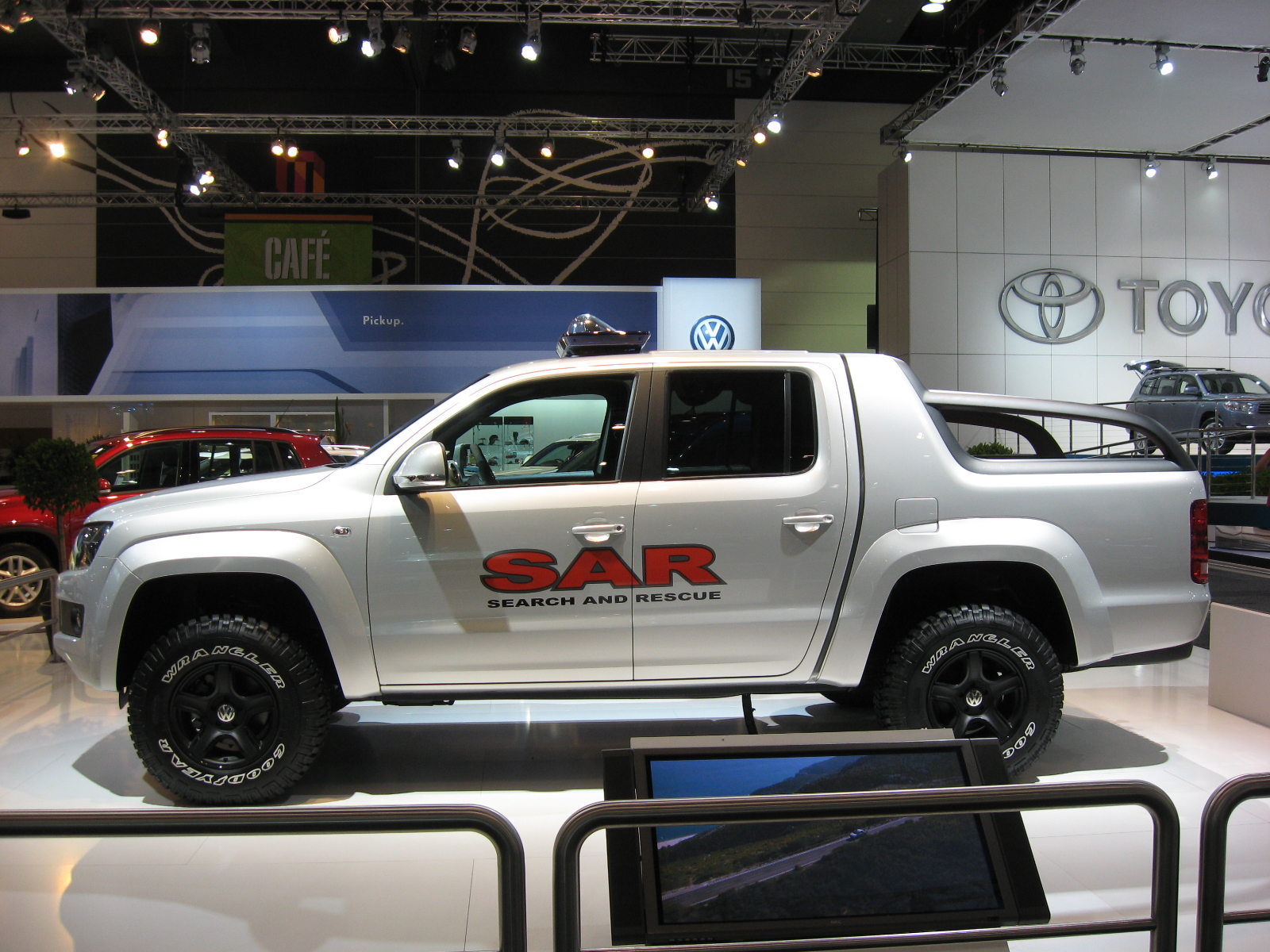
Diseño de concepto del Volkswagen Amarok en el Melbourne International Motor Show de 2008

Está equipado con motor diésel de alta tecnología, lo que le permite ser ecológico y económico, además de poseer un bajo consumo de combustible. El propulsor 2,0 BiTDI con sistema de inyección directa por conducto común y sobrealimentación mediante dos turbocompresores en serie entrega 180 HP y un torque de 400 Nm o 420 Nm según la versión, mientras que el propulsor 2.0 monoturbo TDI eroga unos 140 HP de potencia y unos 340 Nm de torque. Esta tecnología deriva de las motorizaciones de los camiones pesados, y con 7,9 L cada 100 km y las emisiones de CO2 son de 206 g/km. Gracias al tanque de combustible de 80 L, es posible alcanzar autonomías de más de 1.100 kilómetros. También posee desde 2017 una versión con motor v6 3.0 tdi heredado del touareg de 224 CV y 258 CV. 
Amarok dispone de un sistema de tracción 4x4 temporal que el conductor acciona mediante teclas ubicadas en la consola central. También posee la función de caja reductora o «baja», cuya relación es de 2,7:1, lo que le permite enfrentar terrenos difíciles e incluso superar pendientes de 45° con una tonelada de carga en la caja. Las versiones 4x2 también disponen de control de tracción (ASR) y bloqueo de diferencial electrónico EDL. Durante 2013 se lanzó la versión de caja automática de ocho marchas y marcha atrás con convertidor de par, 4x4 Integral permanente con diferenciales tipo Torsen.

### Equipamientos
Startline: posee dos airbags (chofer y acompañante), frenos ABS, off-road y control de tracción ASR, llantas de acero de 16" y el climatizador "Climatic".
Trendline: incluye las características de la Starline más control de velocidad crucero y computadora de a bordo. Llantas de aleación de 16".
Highline: ídem anteriores más control de estabilidad (ESP) combinado con un sistema de control de descenso, un asistente de arranque en pendientes y un estabilizador de remolque.
Highline Pack: ídem anteriores más sensores de estacionamiento delantero y trasero, embrague triple multidisco. Llantas de aleación 17".
A partir del MY2015, en Argentina, equipa de serie el ESP (Control de estabilidad)

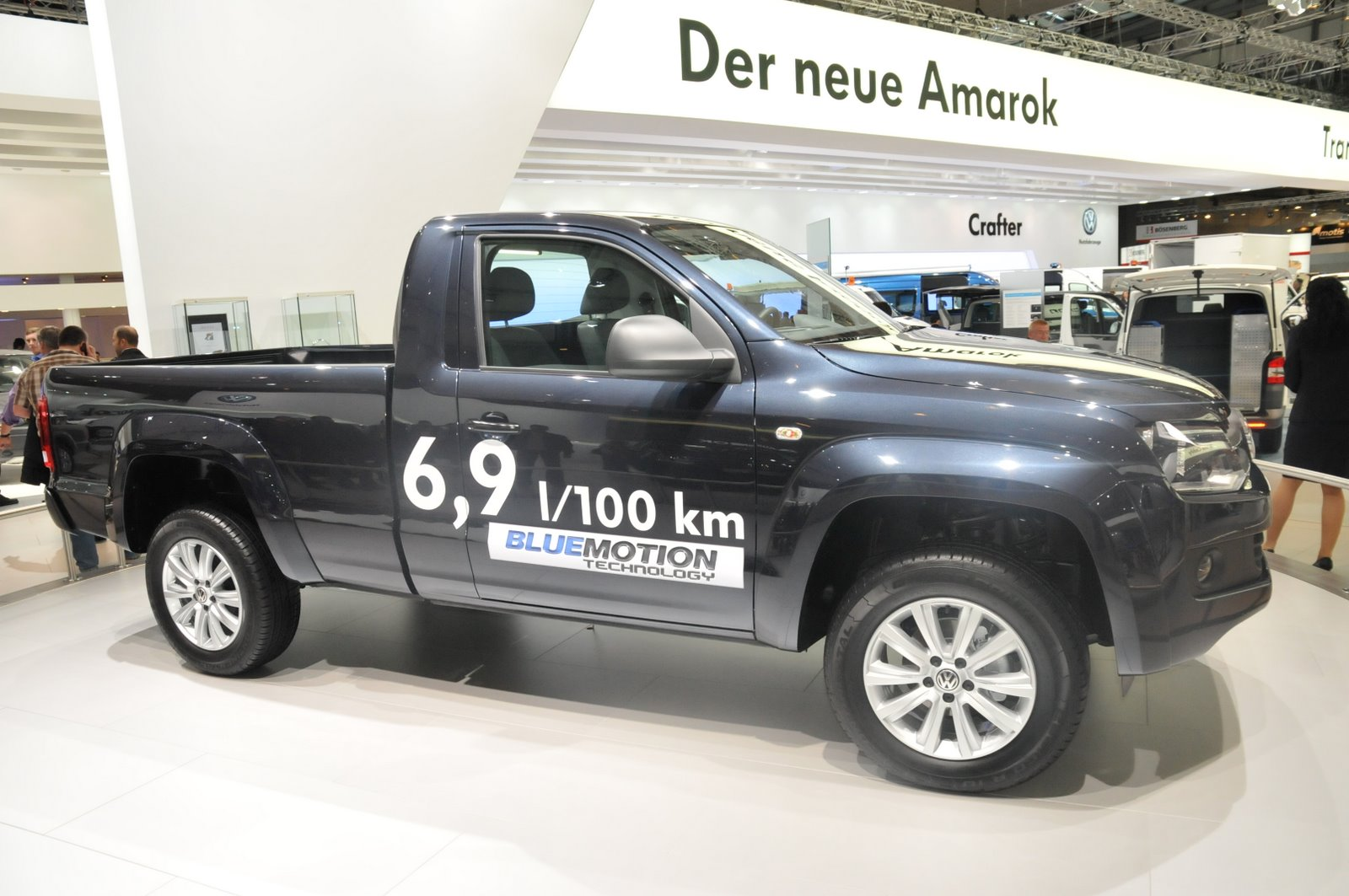
Cabina sencilla

## Ficha técnica
Volkswagen Amarok Doble Cabina:
|                                                 | 2.0 TDI                                                                  | 2.0 TDI 4Motion                                                          | 2.0 BiTDI                                                                | 2.0 BiTDI 4Motion                                                        |
| ----------------------------------------------- | ------------------------------------------------------------------------ | ------------------------------------------------------------------------ | ------------------------------------------------------------------------ | ------------------------------------------------------------------------ |
| Producción:                                     | desde 2010-03                                                            | desde 2010-03                                                            | desde 2010-03                                                            | desde 2010-03                                                            |
| Tipo de motor:                                  | Cuatro cilindros-diésel in en línea, sistema de inyección conducto común | Cuatro cilindros-diésel in en línea, sistema de inyección conducto común | Cuatro cilindros-diésel in en línea, sistema de inyección conducto común | Cuatro cilindros-diésel in en línea, sistema de inyección conducto común |
| Sobrealimentación:                              | Turbocompresor                                                           | Turbocompresor                                                           | BiTurbo                                                                  | BiTurbo                                                                  |
| Capacidad:                                      | 1968 cm³                                                                 | 1968 cm³                                                                 | 1968 cm³                                                                 | 1968 cm³                                                                 |
| Potencia máxima:                                | 90 kW (122 PS) a 3.750 rpm.                                              | 90 kW (122 PS) a 3.750 rpm.                                              | 132 kW (182 PS) a 4.000 rpm.                                             | 132 kW (182 PS) a 4.000 rpm.                                             |
| Máximo par motor a regímenes:                   | 340 Nm/1750–2250                                                         | 340 Nm/1750–2250                                                         | 400 Nm/1500–2000                                                         | 400 Nm/1500–2000                                                         |
| Llantas:                                        | 16" acero                                                                | 16" acero                                                                | 18" aleación                                                             | 18" aleación                                                             |
| Neumáticos:                                     | 245/70 R16                                                               | 245/70 R16                                                               | 255/60 R18                                                               | 255/60 R18                                                               |
| Configuración:                                  | Tracción trasera 4x2                                                     | Tracción 4x4 conectable                                                  | Tracción trasera 4x2                                                     | Tracción 4x4 conectable                                                  |
| Caja de cambios:                                | Transmisión manual de 6 velocidades                                      | Transmisión manual de 6 velocidades                                      | Transmisión manual de 6 velocidades                                      | Transmisión manual de 6 velocidades                                      |
| Peso en vacío:                                  | 1872–2064 kg                                                             | 1948–2168 kg                                                             | 1882–2074 kg                                                             | 1958–2178 kg                                                             |
| Carga máxima:                                   | 778–1147 kg                                                              | 673–1057 kg                                                              | 768–1137 kg                                                              | 663–1047 kg                                                              |
| Capacidad de remolque con frenos:               | 2800 kg                                                                  | 2800 kg                                                                  | 2800 kg                                                                  | 2800 kg                                                                  |
| Aceleración 0-100 km/h:                         | 13,5 s.                                                                  | 13,7 s.                                                                  | 10,8 s.                                                                  | 11,1 s.                                                                  |
| Velocidad máxima:                               | 163 km/h                                                                 | 161 km/h                                                                 | 182 km/h                                                                 | 181 km/h                                                                 |
| Consumo de combustible cada 100 km (combinado): | 7,3–7,4 l diésel (39 mpg-imp; 32 mpg-US)                                 | 7,4–7,6 l diésel                                                         | 7,6–7,7 l diésel                                                         | 7,8–7,9 l diésel (35,5 mpg-imp; 29,5 mpg-US)                             |
| Emisiones de CO2, (combinado):                  | 192–194 g/km                                                             | 194–199 g/km                                                             | 199–203 g/km                                                             | 206–209 g/km                                                             |
| Normativa europea sobre emisiones:              | Euro 5                                                                   | Euro 5                                                                   | Euro 5                                                                   | Euro 5                                                                   |

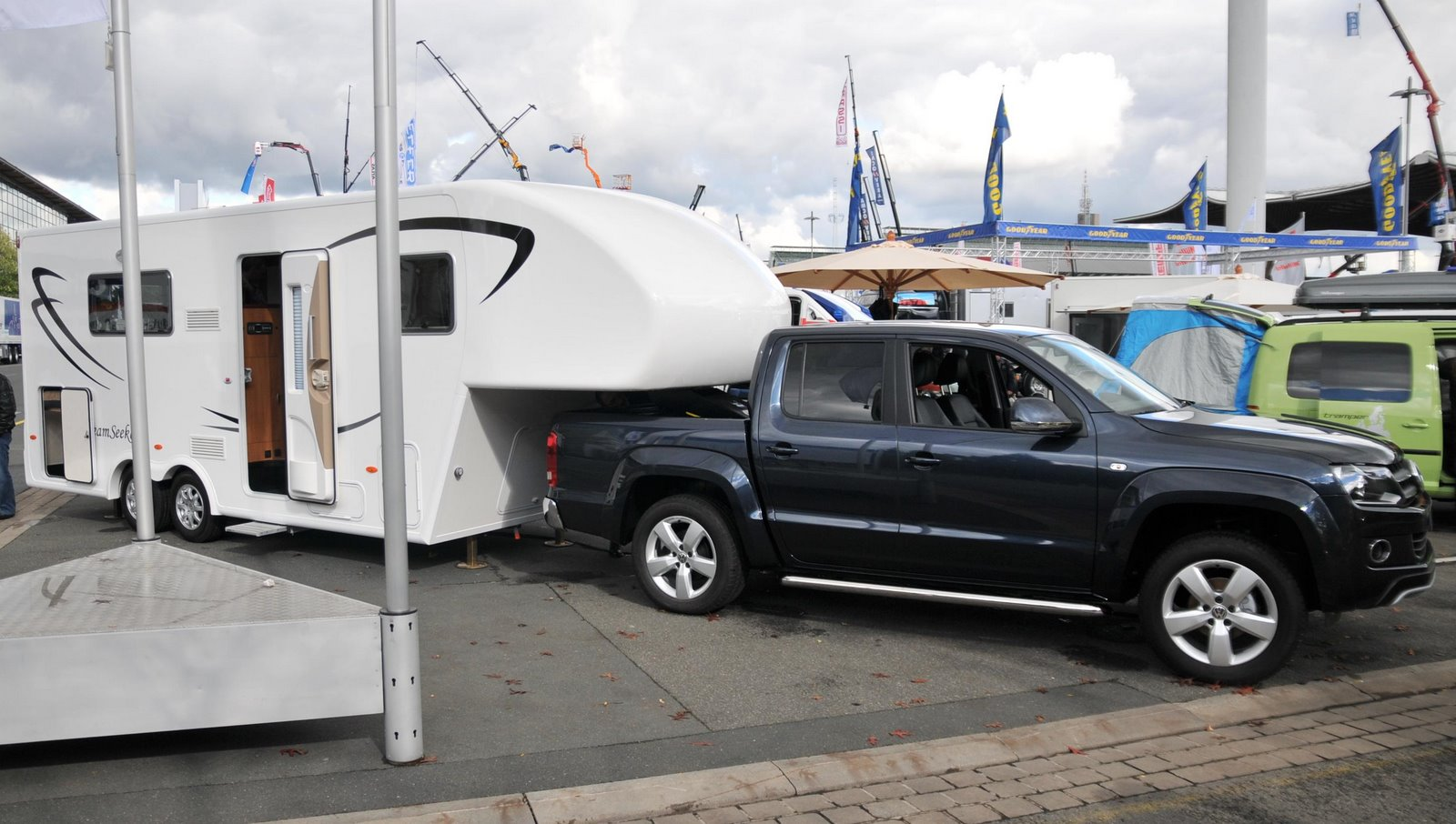
Una VW Amarok arrastrando un semirremolque.

## Premios
- Auto Esporte - Volkswagen Amarok é a a Picape do Ano (Pickup del Año 2011) (Brasil)[6]
- Auto Test - Cruze, Uno y Amarok, los mejores del año según Auto Test (Argentina)
- Parabrisas - Pickup del año 2011 (Argentina)
- MotorTransport - International Pickup Truck of the Year (Reino Unido)[7]

## Restyling
Nota: No debe confundirse con el restyling de mitad de vida de 2016.
Cuando se anunció en 2022, que Ford y VW no seguirian colaborando en Argentina, donde su principal proyecto era la fabricación de la Amarok II en General Pacheco (desde donde se abasteceria a toda Latinoamérica), el en su entonces presidente de VW Latinoamérica Pablo Di Si confirmó que no se venderia en Latinoamérica ni siquiera exportada de Sudáfrica. Al mismo tiempo, anunció que una inversión de 250 millones de dólares en la fábrica de General Pacheco, Argentina, para que en 2024 se inicie la fabricación del segundo restyling (Este restyling quería asimilar una "nueva generación" por lo que era más que un restyling de mitad de vida) de la Amarok I. Esta renovación fue diseñado en el Centro de Estilo de VW en Brasil. En equipamiento se destaca sus nuevas funciones de seguridad como el Safety Tag VW y ADAS Off-Road. Su mecánica es igual que cualquier Amarok I anterior. Se presenta la nueva versión "Extreme" la cual es una Highline V6 común con calcomanías especiales y una estética más aventurera.

### Seguridad
El Amarok reestlizado en su configuración latinoamericana mas básica recibió 3 estrellas de Latin NCAP en 2024 (similar a Euro NCAP 2014).

## Volkswagen Amarok II
La segunda generación de la pick-up mediana alemana fue presentada el 7 de julio de 2022 (Se trata del "Proyecto Cyclone") desarrollada en conjunto con Ford, compartiendo varios componentes con la Ford Ranger, la única diferenciación siendo el diseño interior y exterior (Esta fue la única parte del auto diseñada por Volkswagen) Se fabrica en la fábrica de Ford en Sudáfrica, desde donde se exporta hacia todo el mundo (Menos Centro América, el Caribe y Sudamérica) La comercialización comenzó a finales de 2022. Los diferentes niveles de equipamiento son "Life", "Style", "Panamericana" (estetica off-road)  y "Aventurera" (Terminaciones más lujosas) Habra versiones con Cabina Doble o Cabina Simple.

## Características
Entre sus motorizaciónes se encuentran (todas cuatro cilindros menos una) TSi 2.3 (302 cv turbonafta) TDi 2.0 (150cv turbodiésel) bi-TDi 2.0 (204/209cv dependiendo del mercado, biturbo diésel) y 3.0 TDi (241/250cv dependiendo del mercado V6 turbo-diésel). Habra versiones 4x2 y 4x4 con reductora (incluyendo las versiones automáticas) Las versiones base tendrán caja automática de 6 marchas y las más equipadas obtendrian una automática de 10 cambios. Además, se ofrecen cajas manuales de 6 y 5 marchas, dependiendo el mercado. El sistema de tracción 4x4, 4Motion, tiene 2 tipos de configuraciones, 4x4 desconectable y 4x4 integral permanente, con acople automático. Con respecto a la Amarok I, la nueva Amarok II tiene un largo total más grande, con un total de 5.350 milímetros (96 más que antes). La distancia entre ejes aumentó 173 mm hasta un total de 3.270 mm. La capacidad de vadeo aumentó de 500 a 800 mm. La capacidad de carga es de hasta 1.16 toneladas. Las versiones con barras sobre el techo pueden llevar hasta 350 kilos en esa zona. Vienen equipadas con llantas de distintos tamaños, que llegan hasta 21 pulgadas. En el interior destacan (variando nivel de equipamiento) pantalla digital en el tablero de entre 8 y 12 pulgadas, multimedia vertical entre 10 y 12 pulgadas y sistema de sonido Harman Kardon.